# Campeonato de Escocia de Rugby 1981-82
El Campeonato de Escocia de Rugby (Scotland Division 1) de 1981-82 fue la novena edición del principal torneo de rugby de Escocia.

## Sistema de disputa
El torneo se disputó en formato de todos contra todos en la que cada equipo enfrentó a cada uno de sus rivales.
El equipo que al finalizar el torneo obtuviera mayor cantidad de puntos, se coronó como campeón del torneo.
Puntuación
Para ordenar a los equipos en la tabla de posiciones se los puntuará según los resultados obtenidos.
- 2 puntos por victoria.
- 1 puntos por empate.
- 0 puntos por derrota.

## Clasificación
| Pos. | Equipo             | Encuentros | Encuentros | Encuentros | Encuentros | Tantos | Tantos | Tantos | Puntos |
| Pos. | Equipo             | PJ         | PG         | PE         | PP         | F      | C      | Dif    | Puntos |
| ---- | ------------------ | ---------- | ---------- | ---------- | ---------- | ------ | ------ | ------ | ------ |
| 1.º  | Hawick RFC         | 11         | 10         | 0          | 1          | 289    | 115    | +174   | 20     |
| 2.º  | Heriot's FP        | 11         | 9          | 1          | 1          | 216    | 117    | +99    | 19     |
| 3.º  | Gala RFC           | 11         | 8          | 0          | 3          | 245    | 102    | +143   | 16     |
| 4.º  | Kelso RFC          | 11         | 8          | 0          | 3          | 203    | 130    | +73    | 16     |
| 5.º  | Boroughmuir RFC    | 11         | 6          | 0          | 5          | 154    | 154    | 0      | 12     |
| 6.º  | Stewart's Melville | 11         | 5          | 0          | 6          | 210    | 192    | +18    | 10     |
| 7.º  | Selkirk            | 11         | 4          | 1          | 6          | 154    | 189    | -35    | 9      |
| 8.º  | West of Scotland   | 11         | 4          | 0          | 7          | 177    | 152    | +25    | 8      |
| 9.º  | Watsonians         | 11         | 4          | 0          | 7          | 159    | 176    | -17    | 8      |
| 10.º | Jed-Forest         | 11         | 3          | 0          | 8          | 81     | 243    | -162   | 6      |
| 11.º | Melrose RFC        | 11         | 2          | 0          | 9          | 96     | 235    | -139   | 4      |
| 12.º | Gordonians         | 11         | 2          | 0          | 9          | 94     | 273    | -179   | 4      |

|  | Campeón. |

| Bandera de Escocia |
| Campeón Hawick RFC |
| Sexto título       |